# Енгелхолм
Енгелхо̀лм (на шведски: Ängelholm) е град в югоизточна Швеция, лен Сконе, община Енгелхолм. Разположен е около залива Шелдервикен на пролива Категат. Намира се на около 260 km на югозапад от столицата Стокхолм. Има жп гара и музей на железопътния транспорт. Получава статут на град през 1516 г. Населението на града е 23 240 жители според данни от преброяването през 2010 г.

## Спорт
Представителният футболен отбор на града се казва Енгелхолмс ФФ. Дългогодишен участник е в Шведската лига Суперетан.